# Eutelia dulcilinea
Eutelia dulcilinea là một loài bướm đêm trong họ Noctuidae.